# Áo lông vũ
Áo lông vũ là một loại áo khoác mùa đông với lớp áo giữ nhiệt bên trong được làm từ lông vũ của gia cầm, thường là vịt hoặc ngỗng. Lớp áo bên ngoài cùng thì được làm từ các chất liệu có độ bền cao như polyeste và nylon. Áo khoác lông vũ có nhiều kiểu dáng khác nhau phù hợp với người sử dụng từ người lớn đến trẻ em. Nhưng phổ biến nhất vẫn là loại áo dáng ngắn kiểu jacket và dáng dài đến gối.

## Các thông số cần biết khi mua áo lông vũ
Khi bạn mua một chiếc áo khoác làm bằng lông vũ thì hãy cân nhắc đến hai thông số sau đây:
- Tỉ lệ lông vũ/lông thường: Này nay khi sản xuất áo khoác lông vũ thì người ta thường pha trộn thêm với lông thường theo một tỉ lệ nhất định. Và tỉ lệ này thường có dạng như 80/20; 90/10. Tỉ lệ lông vũ càng cao thì áo đó càng ấm và ngược lại.
- Chỉ số fill power: Đây là con số đánh giá độ ấm của áo lông vũ. Chỉ số này càng cao thì áo càng ấm. Áo khoác lông vũ với chỉ số fill power từ 500 trở lên là những sản phẩm tốt mà bạn nên mua.

## Ưu điểm của áo khoác lông vũ
Áo khoác lông vũ là một trong những trang phục giữ ấm cơ thể tốt nhất cho người sử dụng vào mùa đông. Ngoài ra thì áo còn có những ưu điểm mà ít có loại áo khoác nào sánh được như:
- Giữ ấm tốt: Đây là tính năng ưu việt nhất không thể không nhắc đến. Một chiếc áo làm bằng lông vũ có thể giúp người mặc chống chịu được cái lạnh của những ngày đại hàn.
- Trọng lượng nhẹ: Khác với những loại áo khoác mà khả năng giữ ấm là do độ dày của vải, độ nặng của áo thì áo khoác lông vũ lại rất nhẹ. So với các chất liệu len hay cotton thì người sử dụng sẽ cảm thấy thoải mái hơn khi mặc một chiếc áo lông vũ trong thời gian dài.